# Robert Planque
Robert Planque, född 4 januari 1880 i Paris, död där 12 februari 1947, var en fransk curlingspelare. Han var reserv i det franska laget vid olympiska vinterspelen 1924 i Chamonix.